# Edvard Hanell
Edvard Fritjof Hanell, född 1 maj 1894 i Torneå, död 8 april 1947 i Jyväskylä, var en finländsk militär. 
Hanell anslöt sig 1915 till Preussiska jägarbataljonen 27 och erhöll där pionjärutbildning samt tjänstgjorde under finska inbördeskriget 1918 som kompanichef. Han innehade 1918–1925 olika stabsbefattningar, blev 1925 chef för Nylands regemente och 1933 för Krigshögskolan. Han blev generallöjtnant 1940. Under andra världskriget var han förste fortifikationsofficer och 1941–1942 tillförordnad chef för huvudstaben. Efter kriget blev han verkställande direktör i Wilh. Schauman Ab.